# Johan Henrich Brandemann
Johan Henrich Brandemann (31. maj 1736 i Barmstedt, Holsten – 22. marts 1803 i København) var en dansk-holstensk bygmester, der var en eksponent for louis seize.
Brandemann var udlært som murer og tog borgerskab som murermester i København 1762. Han blev hofmurermester 1767, vicedirektør i brandkorpset 1787, chef 1796 og fik bestalling 1799. Som arkitekt må han have modtaget oplæring fra måske Nicolas-Henri Jardin og med større sikkerhed C.F. Harsdorff, sikkert da han deltog som kongelig hofmurermester ved Harsdorffs pavillonbyggeri på Fredensborg Slot. En klar påvirkning herfra ses i Brandemanns mest kendte bygning, Skydeselskabets tidligere hovedsæde på Vesterbrogade. 
Gift 17. juli 1765 i København med Anna Sophia Andersen (16. december 1732 – 21. oktober 1803). Han er begravet på Assistens Kirkegård.

## Værker
- Urtekræmmer Poul Kreisz' hus i Laksegade, København (tegnet 1765, nedrevet)
- Tegning til ejendom i København (1766, Rigsarkivet)
- medvirkede ved opførelsen af Harsdorffs portpavilloner på Fredensborg Slot (1774-77)
- Den Kongelige Skydebanes hovedbygning, nu Københavns Museum, Vesterbrogade 59, København (tegnet 1782, opført 1786-87, fredet 1926)

Tilskrivning:
- Borgergade 23, København for svogeren, klejnsmedemester J.C. Wilcken (1767-68, nedrevet 1942)